# Niwa (Grębów)
Niwa – część wsi Grębów w Polsce, położona w województwie podkarpackim, w powiecie tarnobrzeskim, w gminie Grębów.
W latach 1975–1998 część należała administracyjnie do województwa tarnobrzeskiego.